# Charlot et les Saucisses
Pour plus de détails, voir Fiche technique et Distribution.
Charlot et les Saucisses (Mabel's Busy Day) est une comédie burlesque américaine réalisée par Mack Sennett avec Charlie Chaplin, sortie le 13 juin 1914.

## Synopsis
Mabel, vendeuse de hot-dogs, rentre clandestinement sur un champ de courses après avoir négocié avec un policier dans le but de vendre sa marchandise aux spectateurs. De son côté, Charlot tente également de frauder l'entrée, mais doit batailler ferme pour échapper aux policiers.
La vente de hot-dogs ne rencontre pas le succès escompté par Mabel, qui se voit chahutée par les clients. Alors qu'elle est au bord des larmes, Charlot arrive et la console, dans l'unique but de lui voler des saucisses. Le vagabond ne s'arrête pas là et profite d'un moment d'inattention pour emporter tout le matériel de Mabel.
À son tour, Charlot est bousculé par les spectateurs affamés et mauvais payeurs. La situation s'aggrave pour lui lorsque Mabel revient accompagnée d'un policier. Une bagarre éclate alors entre les deux protagonistes. 
Finalement, Charlot qui a toujours faim et Mabel qui a perdu tout son étalage se consolent l'un l'autre après cette horrible journée.

## Fiche technique
- Titre : Charlot et les Saucisses
- Titre original : Mabel's Busy Day
- Réalisation : Mack Sennett
- Scénario : Charles Chaplin et Mabel Normand
- Photographie : Frank D. Williams
- Montage
- Producteur : Mack Sennett
- Société de production : Keystone Film Company
- Société de distribution : Mutual Film (1914)
- Pays de production :  États-Unis
- Langue : film muet avec les intertitres en anglais
- Métrage : 290 mètres (1 bobine)
- Format : Noir et blanc — 35 mm — 1,33:1 — Muet
- Genre : Comédie, Film burlesque
- Durée : 12 minutes
- Date de sortie : 
  - États-Unis : 13 juin 1914

## Distribution
- Charlie Chaplin : Charlot (Tipsy Nuisance)
- Mabel Normand : Mabel
- Chester Conklin : l'officier de police
- Slim Summerville : un policier
- Billie Bennett : une femme
- Harry McCoy : le voleur de hot-dog
- Wallace MacDonald : un spectateur
- Edgar Kennedy : un client de Mabel
- Al St. John : un policier
- Charley Chase : un spectateur
- Mack Sennett : un client de Mabel
- Henry Lehrman : un spectateur
- Dan Albert : un spectateur (non crédité)
- Charles Bennett : un spectateur (non crédité)
- Helen Carruthers : une spectatrice (non créditée)
- Glen Cavender : un client de Mabel (non crédité)
- Frank Opperman : un spectateur (non crédité)